# Trung Phong Minh Bản
Trung Phong Minh Bản (zh. zhōngfēng míngběn/ chung-feng ming-pen 中峰明本, ja. chūhō myōhon, 1263-1323) là một vị Thiền sư Trung Quốc, thuộc dòng Hổ Khâu, phái Dương Kỳ, đời thứ 19 Tông Lâm Tế. Sư là đệ tử nối pháp vượt trội nhất của Thiền sư Cao Phong Nguyên Diệu, và có các pháp tử như Thiên Như Duy Tắc, Thiên Nham Nguyên Trường... 
Cuộc đời hoằng hóa của sư đóng vai trò quan trọng đối với sự phát triển của Tông Lâm Tế tại Trung Quốc thông qua việc tích cực truyền bá phương pháp Thiền thoại đầu, cũng như truyền bá tông này sang Nhật dưới thời nhà Nguyên. Bên cạnh đó, sư cũng nổi bật với tư tưởng Thiền - tịnh song tu và Tam giáo nhất nguyên. Môn phong của sư được gọi chung là Huyễn Trụ phái. 

## Cơ duyên ngộ đạo
Sư họ Tôn, quê ở Tiền Đường, Hàng Châu, Tỉnh Triết Giang. Lúc còn nhỏ đã có chí hướng tu Phật, những trò sư chơi hồi nhỏ đều liên quan đến Phật sự. Vào năm 9 tuổi thì mẹ mất, đến năm 15 tuổi, sư có ý muốn xuất gia. Một hôm sư xem quyển Truyền Đăng Lục, đến công án Am-ma-la nữ hỏi Bồ tát Văn Thù: "Đã biết rõ sinh là lý bất sinh, tại sao lại bị sinh tử lưu chuyển?" bèn khởi nghi tình rất sâu.
Sau, sư đến tham học với Thiền sư Cao Phong Nguyên Diệu ở ngọn Sư Tử Nham (獅子巖) trên núi Tây Thiên Mục. Thiền sư Cao Phong bình thường rất nghiêm khắc, khi nói chuyện ngài thường không để lộ biểu cảm nhưng khi thấy sư, ngài Cao Phong tỏ vẻ rất vui và cho sư xuống tóc xuất gia liền.
Một hôm sư đọc Kinh Kim Cang đến câu "Gánh vác việc Như-lai" liền có chổ thâm nhập. Sau đó, lúc đi dạo nhân nhìn thấy suối nước đang chảy mà tỏ ngộ, liền đến gặp ngài Cao Phong cầu ấn chứng, nhưng bị Cao Phong đánh một gậy, đuổi ra ngoài. Về sau, triều đình tuyển mộ thanh niên nam nữ, sư hỏi Thiền sư Cao Phong: "Nếu có người đến hỏi hòa thượng bắt thanh niên nam nữ thì thầy sẽ chọn ai?" Ngài đáp: " Ta cứ đưa cây trúc bề (thiền bản) cho họ". Sư nghe câu này xong liền triệt ngộ và được Thiền sư Cao Phong ấn khả.
Thiền sư Cao Phong Nguyên Diệu trao cho sư bức họa chân dung của mình và nói kệ phó chúc truyền pháp:
Ngã tướng bất tư nghì
Phật, Tổ chẳng thể biết
Chỉ hứa thằng du côn

Được thấy nửa bên mũi
Có người hỏi Thiền sư Cao Phong: "Trong các đệ tử của Ngài, ai hơn, ai kém?". Ngài đáp: "Thủ-tọa Nghĩa giống như là cây trúc già, nhưng vẫn còn bảy tám đốt cong. Chỉ Duy-na Bản (Minh Bản) mới thật là cây tre xuất sắc trong rừng tre. Sau này thành đạt không thể đếm được".

## Hoằng pháp
Sau khi được ấn khả, sư không định cư, trụ trì tại bất kỳ một ngôi chùa nào nhất định mà lúc thì sống ở trên thuyền, có khi trong túp lều tranh đơn sơ và tự xưng là Huyễn Trú Lão Nhân, nơi am tranh đặt bảng là Huyễn Trụ am. Từng có rất nhiều vị tăng đến tham vấn và ngưỡng mộ gọi sư là Cổ Phật Giang Nam..
Sư được rất nhiều người đương thời tôn kính vì phong cách đơn giản, tu tập thiền thuần tuý của mình. Vua Nguyên Nhân Tông kính mến và mời sư vào cung thuyết pháp nhưng sư từ chối nên vua ban y ca sa tơ vàng và phong danh hiệu Phật Từ Viên Chiếu Quảng Huệ Thiền sư. Đến đời vua Nguyên Anh Tông cũng quy y theo sư.
Nhiều vị Thiền sư Nhật đã đến nơi sư tham học và trong số này trội hơn hết là Cổ Tiên Ấn Nguyên (zh. 古先印元, ja. kosen ingen, 1295-1374) và Cô Phong Giác Minh (zh. 孤峰覺明, ja. kohō kakumyō, 1271-1361). Và những vị này khi trở lại Nhật hoằng pháp cũng giữ phong cách giản dị như sư, lập am tranh đơn sơ để ẩn cư và không trú trì nhất định tại bất kỳ ngôi chùa nào.

Vào ngày 14 tháng 8 năm thứ 3 niên hiệu Chí Trị (至治), sư nói kệ từ biệt đại chúng rồi an nhiên tọa Thiền thị tịch, hưởng thọ 61 tuổi, chúng đệ tử xây tháp thờ nhục thân ở núi Thiên Mục. Vua Nguyên Văn Tông sắc phong thụy hiệu là Trí Giác Thiền Sư, đến đời vua Nguyên Thuận Tông ban thêm thụy hiệu là Phổ Ứng Quốc Sư. Bài kệ thị tịch của sư:
Ta có một câu
Phó chúc Đại-chúng
Lại hỏi thế nào
Vốn chẳng căn cứ.
Tác phẩm của sư lưu truyền trong đời rất nhiều, ví dụ như Trung Phong Quảng Lục (3 quyển), Huyễn Trú Am Thanh Quy (1 quyển), Nhất Hoa Ngũ Diệp (5 quyển)... Trong đó quyển Trung Phong Pháp Ngữ và Tín Tâm Minh Tịch Giải Nghĩa của sư đã được sư Thích Duy Lực dịch Việt.

## Pháp ngữ
Sư thường dạy chúng rằng: "Nay người tham-thiền không được linh nghiệm là vì: 1. Không có chí khí chân thực như người xưa; 2. Không lấy sinh tử vô thường cho là việc lớn; 3. Tập khí từ nhiều kiếp đã không buông xuống được, lại không giữ được quyết tâm bền vững, không lui sụt. Bệnh tại sao? Đó chỉ vì không nhận biết được căn bản của sinh tử."